# Oxenfoord Castle

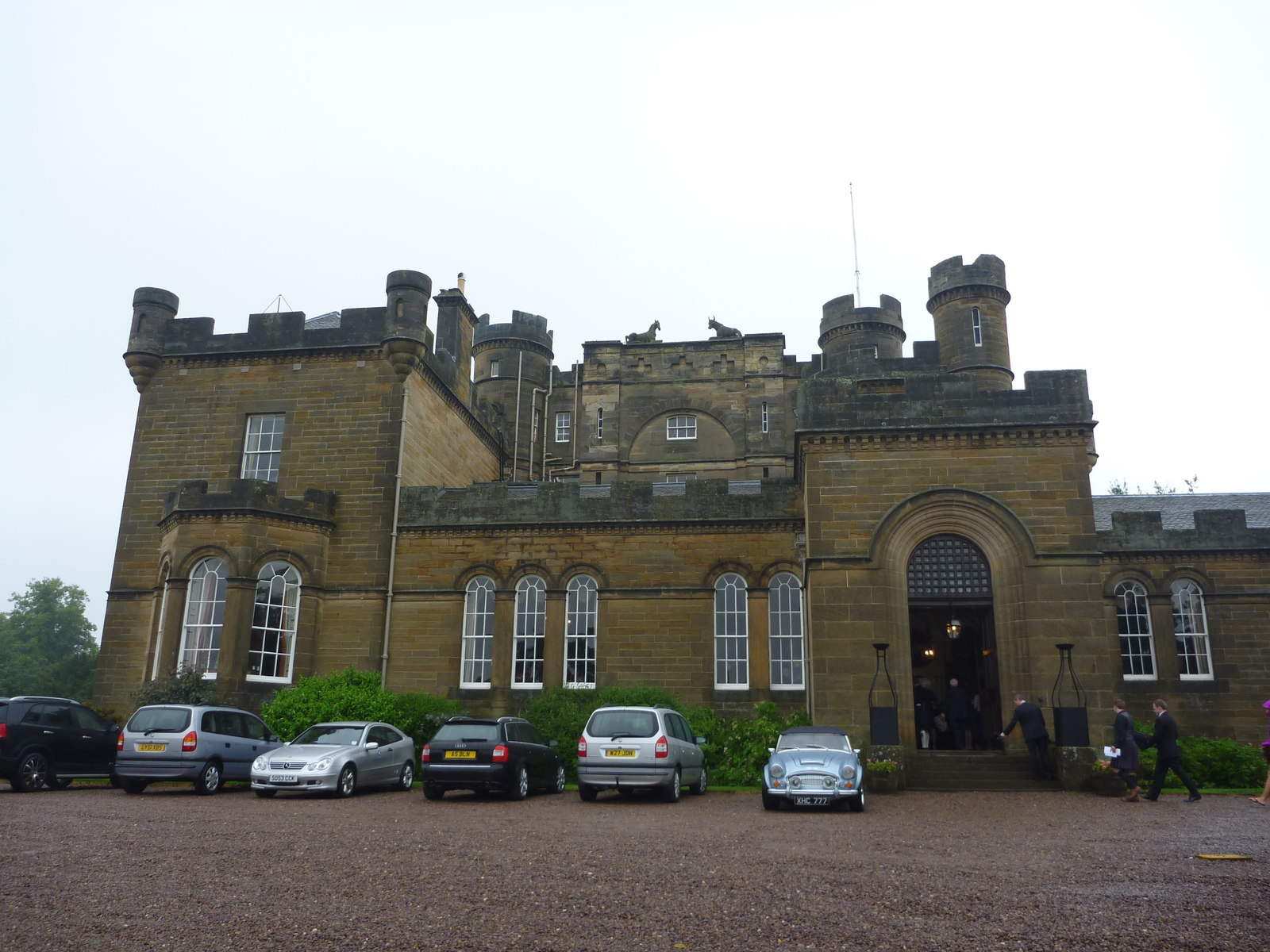
Eingangsfront von Oxenfoord Castle

Oxenfoord Castle, veraltet auch Oxenfurd Castle oder Oxenfuird Castle, ist ein Schloss nahe der schottischen Ortschaft Pathhead in der Council Area Midlothian. Es liegt wenige hundert Meter westlich des Tyne, der das Anwesen von dem des Herrenhauses Preston Hall abgrenzt. 1971 wurde das Bauwerk in die schottischen Denkmallisten in der höchsten Kategorie A aufgenommen. Des Weiteren ist eine Brücke auf dem Anwesen ebenfalls eigenständig als Kategorie-A-Bauwerk klassifiziert. Das Gesamtanwesen ist im schottischen Register für Landschaftsgärten verzeichnet. In zwei von sechs Kategorien wurde das höchste Prädikat „herausragend“ verliehen.

## Geschichte

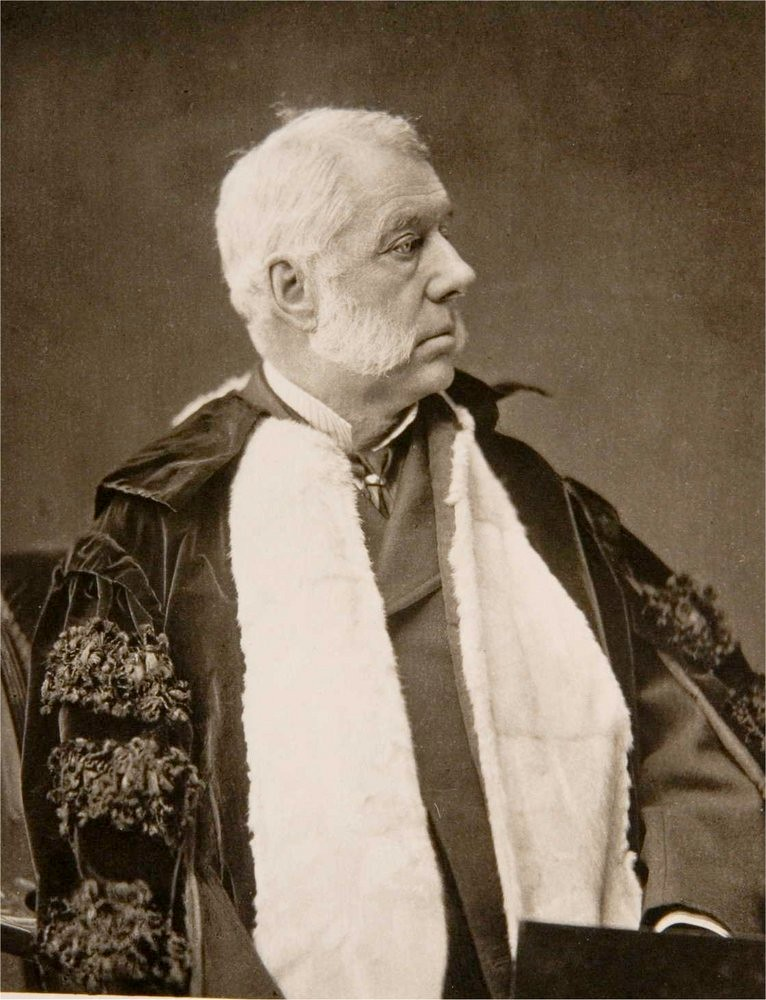
John Dalrymple, 10. Earl of Stair

Im Laufe der Jahrhunderte sahen die Ländereien von Oxenfoord wechselnde Herren. Zwischen dem 12. und 14. Jahrhundert gehörten sie zu den Besitztümern des Clans Riddell. Darauf folgte der Clan Murray und es war schließlich der Clan Makgill, der dort im 16. Jahrhundert ein Tower House errichtete. James Makgill wurde 1651 als 1. Viscount of Oxfuird installiert. Wahrscheinlich zeichnet sein Sohn und Nachfolger Robert für die erste Ausgestaltung des Anwesens verantwortlich und legte den Grundstein der heutigen Parkanlage. Da Robert Magkill keinen männlichen Erben hinterließ, wurde Oxenfoord Castle innerhalb der Familie vererbt. Im Jahre 1760 heiratete Elizabeth, die Urenkelin von James Makgill, John Dalrymple. 1779 erbte sie das Anwesen.
Anfang der 1780er Jahre beauftragte Dalrymple seinen Bekannten Robert Adam mit dem Bau des heutigen Oxenfoord Castle sowie der Überarbeitung der Parkanlagen. Bei den Arbeiten blieben Teile des Tower House erhalten und wurden in das Schloss integriert. Oxenfoord Castle wurde 1783 fertiggestellt. John Dalrymple, 8. Earl of Stair erbte das Anwesen im Jahre 1810. Im Jahre 1842 beauftragte er den schottischen Architekten William Burn mit der Erweiterung des Schlosses. In dieser Bauphase verdoppelte sich die Größe des Gebäudes annähernd. Oxenfoord Castle wurde innerhalb der Familie vererbt. John Dalrymple, 10. Earl of Stair, der das Anwesen in den 1860er Jahren besaß, konzentrierte sich auf den Bau von Lochinch Castle in Wigtownshire und vernachlässigte Oxenfoord Castle.
Erst 1931 setzt sich die bekannte Geschichte von Oxenfoord Castle fort. In diesem Jahr wurde das Anwesen angemietet, um dort die Oxenfoord Castle School zu betreiben. Nach deren Schließung im Jahre 1993 ging das Schloss in Privatbesitz über. Es kann heute für Veranstaltungen und Hochzeiten angemietet werden.

## Oxenfoord Viaduct

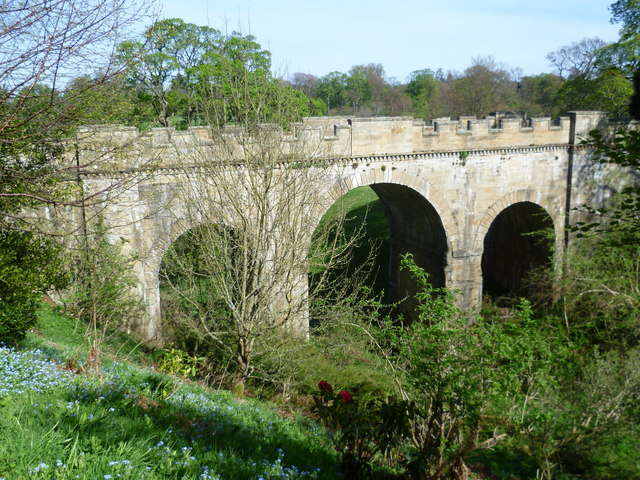
Der Oxenfoord Viaduct

Bereits 1760 berichtete John Dalrymple von seinem Wunsch das Anwesen durch eine Brücke aufzuwerten. Als er das Schloss erbte, ließ Dalrymple entsprechende Pläne ausarbeiten. Der bekannte Brückenbauer Alexander Stevens reichte einen Entwurf ein, der geschätzte Kosten in Höhe von rund 180 £ auswies. Im Zuge der Bauarbeiten an Oxenfoord Castle überarbeitete Robert Adam den eingereichten Plan und der Oxenfoord Viaduct wurde um 1783 erbaut.
Der Oxenfoord Viaduct, auch Oxenfoord Bridge, ist ein Mauerwerksviadukt etwa 50 m nördlich des Schlosses. Die dreibögige Bogenbrücke führt den Hauptzufahrtsweg zu Oxenfoord Castle über eine steile Schlucht.
Der mittlere Rundbogen des Sandsteinbauwerks ist höher als die flankierenden. Die Brüstung ist im Stile des Schlosses mit Zinnen bewehrt.